# جوخه هشتم
بخش ۸ (به انگلیسی: Section 8)، یک بازی اول شخص تیراندازی است که توسط TimeGate Studios ساخته شده و در سال ۲۰۰۹ توسط شرکت SouthPeak Interactive برای ویندوز، ایکس‌باکس ۳۶۰ منتشر می‌شود.

## بازتاب‌ها
| گردآورنده  | امتیاز                 |
| ---------- | ---------------------- |
| گیم‌رنکینگز | 360: 71.63% PC: 76%    |
| متاکریتیک  | 360: 70/100 PC: 74/100 |

| ناشر                   | امتیاز               |
| ---------------------- | -------------------- |
| یوروگیمر               | 8/10                 |
| گیم اینفورمر           | 6.5/10               |
| گیم‌پرو                 | 4/5 ستاره            |
| گیم‌اسپات               | 7/10                 |
| آی‌جی‌ان                 | 360: 7.5/10 PC: 8/10 |
| اواکس‌ام (ایالات متحده) | 7.5/10               |

## پوند به بیرون
- وبگاه رسمی بخش ۸
- بخش ۸ در SouthPeak Games